# Jacquemontia sinuata
Jacquemontia sinuata är en vindeväxtart som beskrevs av Conzatti och L. C. Smith. Jacquemontia sinuata ingår i släktet Jacquemontia och familjen vindeväxter. Inga underarter finns listade i Catalogue of Life.